# Comuna de Kamionka
Kamionka (polaco: Gmina Kamionka) é uma gminy (comuna) na Polónia, na voivodia de Lublin e no condado de Lubartowski. A sede do condado é a cidade de Kamionka.
De acordo com os censos de 2004, a comuna tem 6580 habitantes, com uma densidade 58,8 hab/km².

## Área
Estende-se por uma área de 111,85 km².

## Subdivisões
- Amelin, Biadaczka, Bratnik, Ciemno, Dąbrówka, Kamionka, Kozłówka, Kierzkówka, Kierzkówka-Kolonia, Samoklęski, Samoklęski-Kolonia, Siedliska, Rudka Gołębska, Starościn, Stanisławów Duży, Syry, Wólka Krasienińska, Zofian.